# Università del Texas a San Antonio
L'Università del Texas a San Antonio (University of Texas at San Antonio), abbreviata in UTSA, è un'università pubblica statunitense situata a San Antonio, in Texas. Fu fondata nel 1969.